# Nasser Memarzia
Nasser Memarzia (* 19. Juli 1952 oder 5. März 1958 in London) ist ein britischer Schauspieler.

## Leben
Nasser Memarzia wuchs in London auf. Er absolvierte eine professionelle Schauspielausbildung. Seit 1988 hat er als Schauspieler vor der Kamera in bislang mehr als 60 Film-und-Fernsehproduktionen mitgewirkt. Er spielte in verschiedenen internationalen sowie einigen deutschen Filmproduktione mit.

## Filmografie (Auswahl)
- 1991–2009: The Bill (Fernsehserie, 6 Folgen)
- 1994–2013: Casualty (Fernsehserie, 7 Folgen)
- 2004: Millions
- 2005: Königreich der Himmel
- 2007: Drachenläufer
- 2011: The Devil’s Double
- 2017–2019: Knightfall (Fernsehserie)
- 2018: Tatort: Ich töte niemand
- 2019: Star Wars: Der Aufstieg Skywalkers
- 2020: Homeland (Fernsehserie, 1 Folge)
- 2020: After Love
- 2020: The Rhythm Section – Zeit der Rache
- 2023: Indiana Jones und das Rad des Schicksals